# Michal Braniš

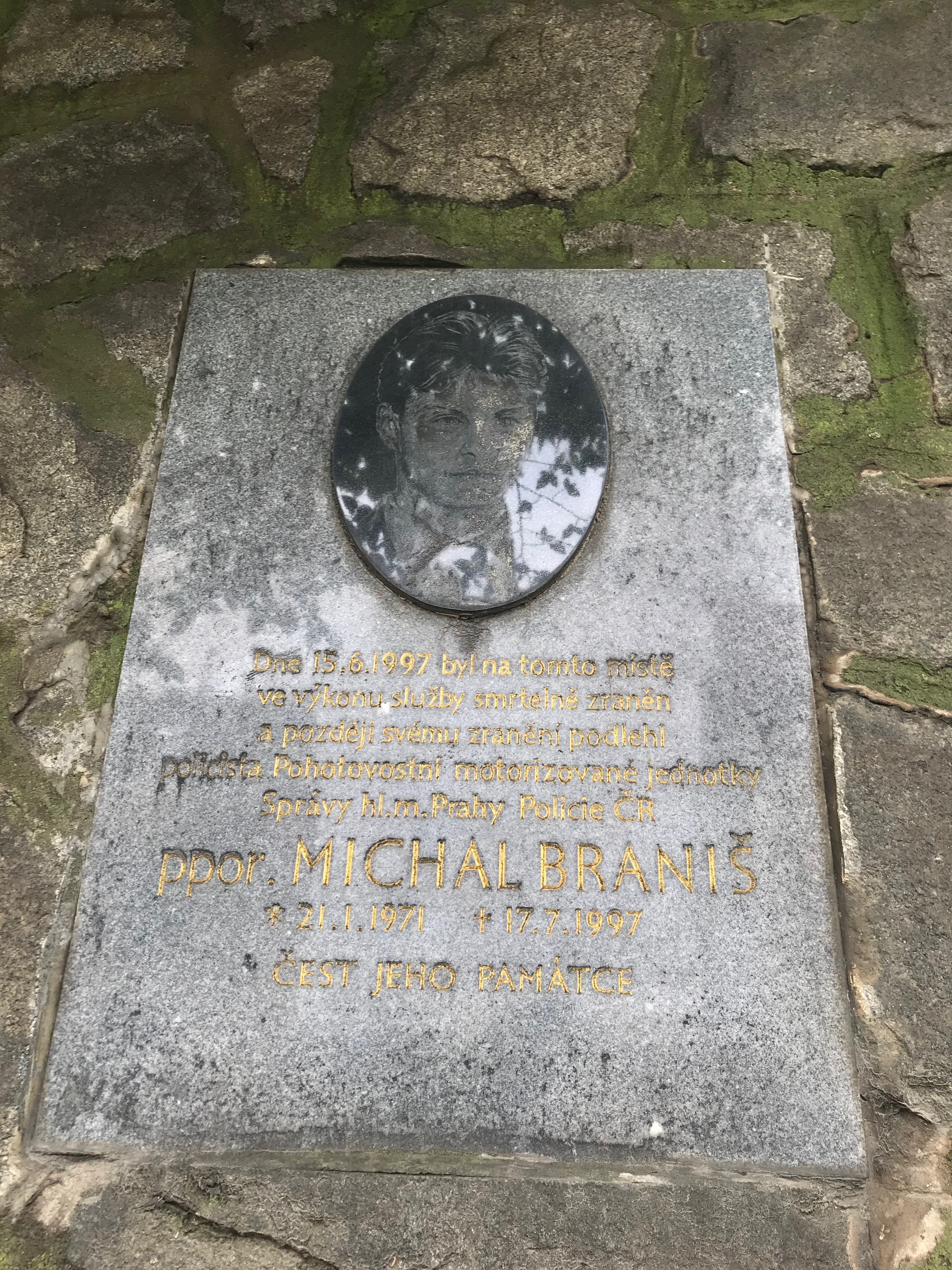
Pamětní deska Michala Braniše v Nuselské ulici v Praze

Michal Braniš (21. června 1971 – 17. července 1997 Praha) byl český policista, příslušník Policie České republiky, který zahynul při výkonu služby.

## Život
V době úmrtí žil Michal Braniš s družkou Veronikou a sedmiměsíčním synem Danielem. Byl příslušníkem Policie České republiky, sloužil v Pohotovostní motorové jednotce Správy hl. m. Prahy.
Zemřel při výkonu služby, na následky střelného poranění ze dne 15. června 1997. 

## Policejní zásah a úmrtí
Dne 15. června 1997 zasahovali podpraporčíci Luboš Kozár a Michal Braniš v pražské Nuselské ulici. Cílem bylo zadržet osobu, která se měla pokusit prodat šperky a vyhrožovat zabitím. Podezřelý mladý muž po neúspěšném prodeji nastoupil do tramvaje na lince číslo 11, která vyjížděla z náměstí Bratří Synků. Poté, co policisté tramvaj zastavili, začal po nich pachatel Jiří Zounek (vysokoškolský student již hledaný pro jinou vraždu) bez varování střílet a vážně je postřelil. Zounek byl při přestřelce zastřelen, zraněni byli i někteří cestující.
Oba těžce zranění policisté byli transportování do nemocnice. Život Luboše Kozára se podařilo zachránit, Michal Braniš zemřel na následky zranění, měsíc a dva dny po zásahu.
Michal Braniš byl povýšen do hodnosti podporučíka in memoriam.

## Posmrtné připomínky
- Na kamenné zdi v Nuselské ulici, poblíž místa zásahu, je umístěna pamětní deska připomínající úmrtí Michala Braniše.[1]
- Policie ČR každoročně uctívá památku Michala Braniše slavnostním aktem v areálu pohotovostní motorizované jednotky v pražských Ďáblicích.[4] Následně se koná fotbalový Memoriál Michala Braniše za účasti policejních fotbalových týmů z Česka i Slovenska.[5]